# 카와즈 야스히코
카와즈 야스히코(일본어: 神谷 浩史, 1966년 1월 21일~)는 일본의 나레이터, 성우이다. 도쿄도 출신, 아오니 프로덕션 소속이다. 